# Thomas Ricketts

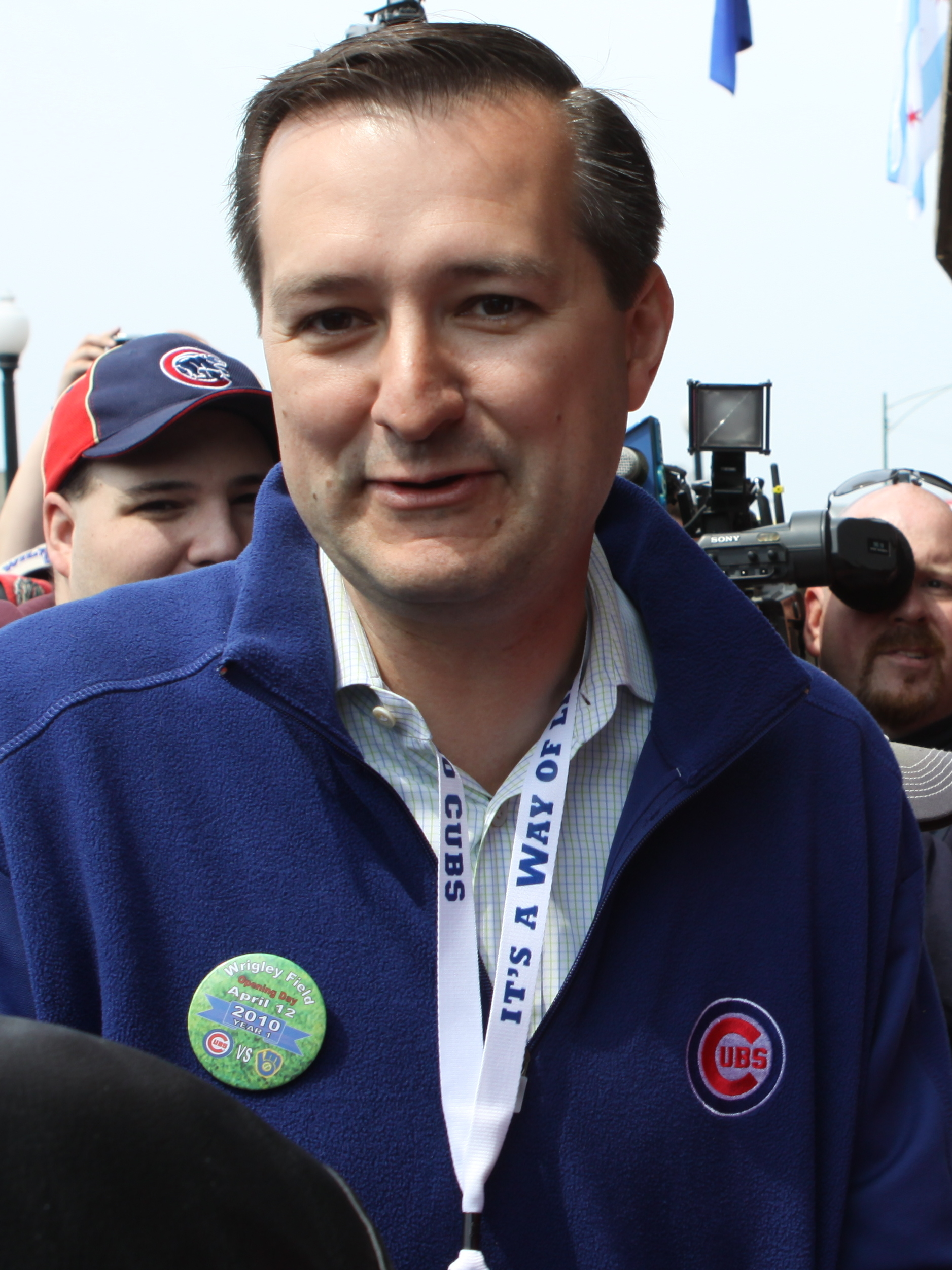
Thomas Ricketts (2010)

Thomas Stuart Ricketts (* 23. Mai 1966 in Omaha, Nebraska) ist ein US-amerikanischer Unternehmer und Vorsitzender der Chicago Cubs. Er ist Vorsitzender, Mitgründer und ehemaliger CEO von Incapital LLC. Seit Oktober 2009 ist die Ricketts-Familie Besitzer der Chicago Cubs. Zusammen mit seiner Schwester Laura und seinem Bruder Todd bilden die Ricketts-Geschwister den Vorstand der Cubs.
Im Juli 2015 hatte die Ricketts-Familie ein geschätztes Vermögen von 4,5 Milliarden US-Dollar.

## Familie und Ausbildung
Ricketts wurde in Omaha als Sohn von Marlene Margaret (Volkmer) und Joe Ricketts, der Ameritrade gegründet hat, geboren. Ricketts ist eines von vier Kindern. Sein Bruder Pete Ricketts ist der 40. und derzeitige Gouverneur von Nebraska. Seine jüngere Schwester, Laura Ricketts, ist eine ehemalige Anwältin und Vorstandsmitglied der Organisation Housing Opportunities for Women. Sein Bruder Todd Ricketts ist Vorstandsmitglied von Ameritrade, Unternehmer und Finanzvorsitzender des Republican National Committee. Tom Ricketts und seine Frau Cecelia leben mit ihren fünf Kindern in Wilmette, Illinois.

### Universität Chicago
1983 zog Ricketts nach Chicago, um die University of Chicago zu besuchen. 1988 erhielt er seinen Bachelorabschluss und 1993 den Master of Business Administration. Ricketts wurde von der Universität mit dem "Distinguished Young Alumni-Pris" ausgezeichnet, mit dem Absolventen gewürdigt werden, die außergewöhnliche berufliche Erfolge und herausragende Führungsqualitäten erzielt haben.

## Unternehmerische Aktivitäten

### Anfänge und Incapital
Nach dem Abschluss seines Studiums trat Ricketts als Market-Maker bei der Chicago Board Options Exchange ein. Diese Position hatte er bis 1994 inne. 1995 wechselte er zu Mesirow Financial, wo er als Vizepräsident tätig war. 1996 übernahm er die Vizepräsidentschaft der Maklerabteilung von ABN AMRO. Im Jahr 1999 verließ er ABN AMRO, um Incapital zu gründen. Incapital ist ein in Chicago ansässiges Unternehmen, welches sich auf Wertpapier- und Investmentbanking konzentriert. Es hat neben Chicago noch weitere Niederlassungen in Boca Raton und London. Ricketts ist derzeit der Vorsitzende von Incapital.

### Chicago Cubs
Im April 2007 kündigte Sam Zell an, die in Chicago ansässige Tribune Company zu übernehmen. Nach der Übernahme kündigte Zell an, dass er die Chicago Cubs sowie das Wrigley Field und einen Anteil von 25 % an SportsNet Chicago verkaufen würde. Durch den Verkauf sollten die notwendigen Mittel für die angeschlagene Tribune Company aufgebracht werden. Im Januar 2009 bekamen die Ricketts den Zuschlag für die Chicago Cubs und die damit verbundenen Anteile.
Am 6. Juli 2009 berichtete die Chicago Tribune, dass Tom Ricketts und seine Familie eine Vereinbarung mit der Tribune Company getroffen hatten, um die Cubs, das Wrigley Field und 25 % von SportsNet Chicago für fast 900 Millionen Dollar zu kaufen. Die Beteiligung an den Cubs machten 624 Millionen Dollar des Gesamtangebots aus. Der Vertrag wurde Kommissar Bud Selig zur Genehmigung vorgelegt und die endgültige Zustimmung erfolgte durch ein einstimmiges Votum der anderen MLB-Besitzer am 6. Oktober 2009. Am 27. Oktober 2009 übernahm die Ricketts-Familie mit Thomas S. Ricketts als Vorstandsvorsitzendem offiziell 95 % der Anteile an den Chicago Cubs und Wrigley Field sowie 25 % Anteile an SportsNet Chicago. Die Tribune entschied sich, einen Anteil von 5 % an der Mannschaft zu behalten.

### FC Chelsea
Anfang März 2022 wurde bekannt, dass die Ricketts-Familie Interesse am Kauf des FC Chelsea hat, nachdem der damalige Besitzer Roman Abramowitsch den Verein aufgrund von Sanktionen der britischen Regierung zum Verkauf gestellt hatte. Der US-amerikanische Milliardär Kenneth C. Griffin hat sich am Angebot beteiligt. Am 2. April 2022 wurde bekannt, dass sich die Rock Entertainment Group, welche unter anderem die Cleveland Cavaliers besitzt, ebenfalls am Angebot beteiligt hat. Unter Anhängern des FC Chelsea stieß das Angebot der Ricketts-Familie auf weitgehende Ablehnung, so verbreitete sich eine "#NoToRicketts"-Kampagne auf den Sozialen Medien. Am 2. April fand vor dem Ligaspiel gegen den FC Brentford ein Protest gegen die Ricketts-Familie und deren Übernahmeangebot statt. Am 15. April 2022 kündigte die Gruppe in einer Mitteilung mit, ihr Angebot für den FC Chelsea zurückgezogen zu haben, da man sich nicht auf die "endgültige Zusammensetzung des Angebots" einigen konnte.